# Bożenna Piotrowicz
Bożenna Piotrowicz (ur. 1948, zm. 2 maja 2018 w Zgierzu) – polska pedagog, działaczka społeczna, założycielka i przewodnicząca Koła Polskiego Stowarzyszenia na rzecz Osób z Niepełnosprawnością Intelektualną w Zgierzu.

## Życiorys
Córka Marianny i Leona Mikołajczyków, żona Mieczysława Piotrowicza, zawodowego wojskowego, matka Radosława i Marcina. Absolwentka Akademii Pedagogiki Specjalnej. 
Wraz z rodzicami dzieci z niepełnosprawnością intelektualną doprowadziła do utworzenia w 1983 roku Koła Pomocy Dzieciom Specjalnej Troski z Zgierzu, które działało przy [[Towarzystwo Przyjaciół Dzieci|Towarzystwie Przyjaciół Dzieci]]. W latach następnych była współzałożycielką zgierskiego Koła Stowarzyszenia na rzecz Osób z Upośledzeniem Umysłowym. Objęła funkcję przewodniczącej Koła, pełniąc ją nieprzerwanie aż do końca swego życia. Została wybrana także do władz ogólnopolskich stowarzyszenia, które w późniejszym czasie przyjęło nazwę Polskiego Stowarzyszenia na rzecz Osób z Niepełnosprawnością Intelektualną (PSONI). Była członkinią Zarządu Głównego (1991-1995) i Komisji Rewizyjnej (2004-2008). Równocześnie od 1992 roku pracowała na stanowisku dyrektora przedszkola miejskiego w Zgierzu.  
Została również wybrana do gremiów konsultacyjno-doradczych, działających na różnych szczeblach administracji samorządowej, pełniąc m.in. funkcję przewodniczącej Powiatowej Społecznej Rady ds. Osób Niepełnosprawnych w powiecie zgierskim oraz Wojewódzkiej Społecznej Rady ds. Osób Niepełnosprawnych w [[Łódź|Łodzi]]. W 2016 roku została powołana na członka Rady Pomocy Społecznej przy Ministrze Rodziny, Pracy i Polityki Społecznej. W ramach swej działalności społecznej Bożenna Piotrowicz doprowadziła w 1991 roku do utworzenia w Zgierzu pierwszej placówki dla dzieci z niepełnosprawnościami, którą stał się Ośrodek Wczesnej Interwencji. Wraz z Kołem utworzyło także cztery inne placówki dla osób niepełnosprawnych w różnych przedziałach wiekowych. 
W 2001 roku przystąpiła do budowy Centrum Szkoleniowo-Rehabilitacyjne z Domem Mieszkalnym w Zgierzu, które zostało zaplanowane jako kompleksowa placówka rehabilitacji społeczno-zawodowej, połączona z mieszkalnictwem chronionym, ośrodkiem pomocy kryzysowej oraz innymi formami wsparcia osób z niepełnosprawnościami i ich rodzinami. Pierwsza część Centrum, wzniesiona przy wsparciu władz samorządowych, została otwarta w 2008 roku.  
Wspólnie z samorządem miasta i Fundacją im. Brata Alberta organizowała w Zgierzu eliminacje regionalne do Festiwalu Twórczości Teatralno-Muzycznej Albertiana. 
Jej działalność na rzecz osób z niepełnosprawnościami kontynuuje syn, dr Radosław Piotrowicz, adiunkt w Akademii Pedagogiki Specjalnej i wiceprezes Zarządu Głównego PSONI. 

## Nagrody i odznaczenia
Za swoją pracę społeczną została odznaczona:
- [[Krzyż Zasługi|Srebrnym i Złotym Krzyżem zasługi RP[potrzebny przypis]]],

- tytułem „Zasłużony dla Miasta Zgierza”[potrzebny przypis],

- Medalem św. Brata Alberta, wręczonym przez ks. kardynała [[Franciszek Macharski|Franciszka Macharskiego[potrzebny przypis]]],

- Medalem „Fideliter et Constanter” – „Wiernie i Wytrwale”[potrzebny przypis].

30 sierpnia 2018 roku Rada Miasta Zgierza z inicjatywy Prezydenta Miasta Zgierza i grupy radnych podjęto uchwałę o nazwaniu imieniem Bożenny Piotrowiczowej jednej z ulic na pograniczu Osiedla 650-lecia i Starego Miasta[[Krzyż Zasługi|]].
2 kwietnia 2019 roku Uchwałą Walnego Zebrania PSONI Koło w Zgierzu imię Bożenny Piotrowicz nadano Centrum Rehabilitacyjno-Szkoleniowemu z Domem Mieszkalnym PSONI przy ul. Chełmskiej 42/42a w Zgierzu.